# Saint-Honoré-Torte

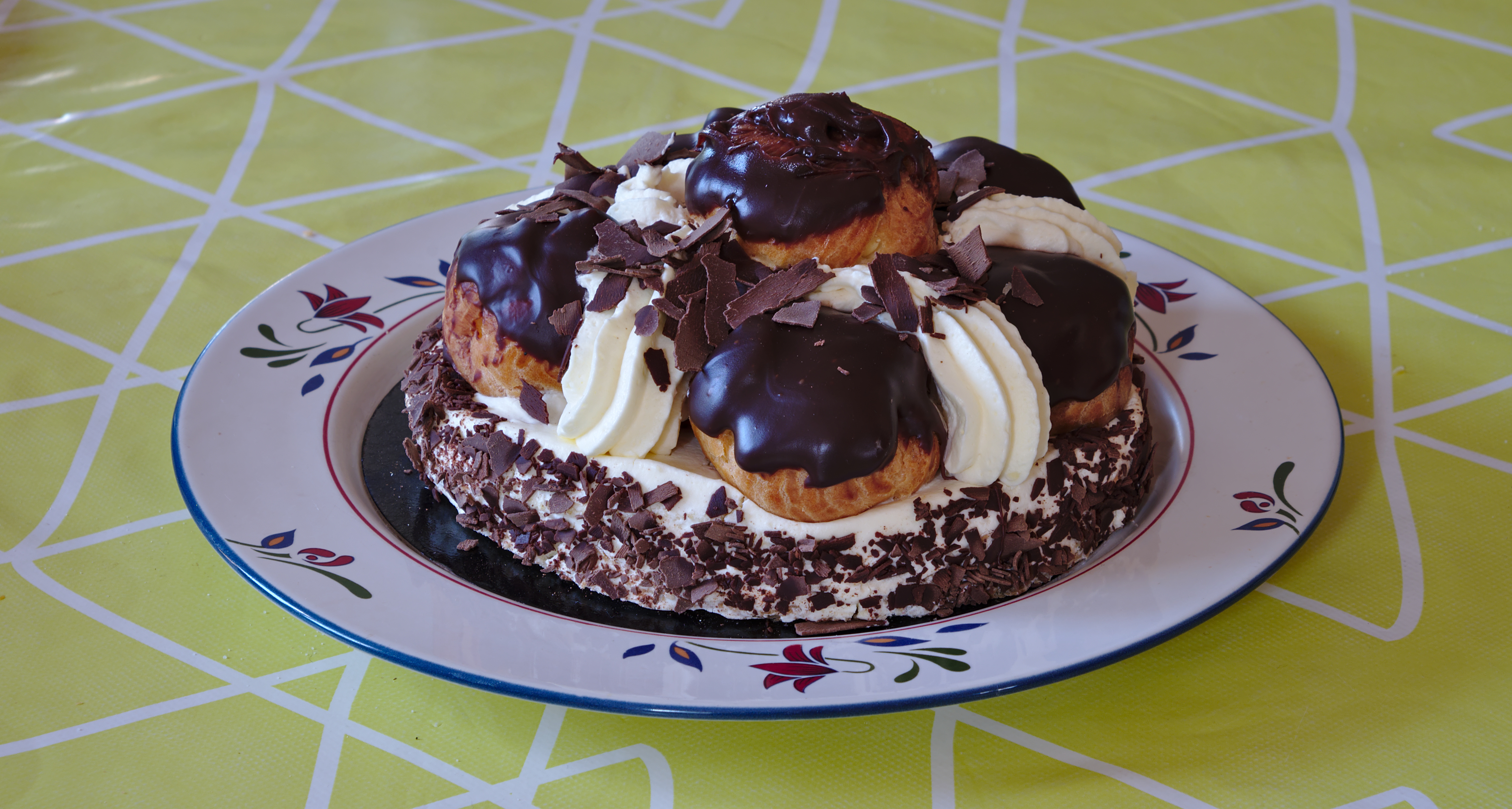
Saint-Honoré-Torte

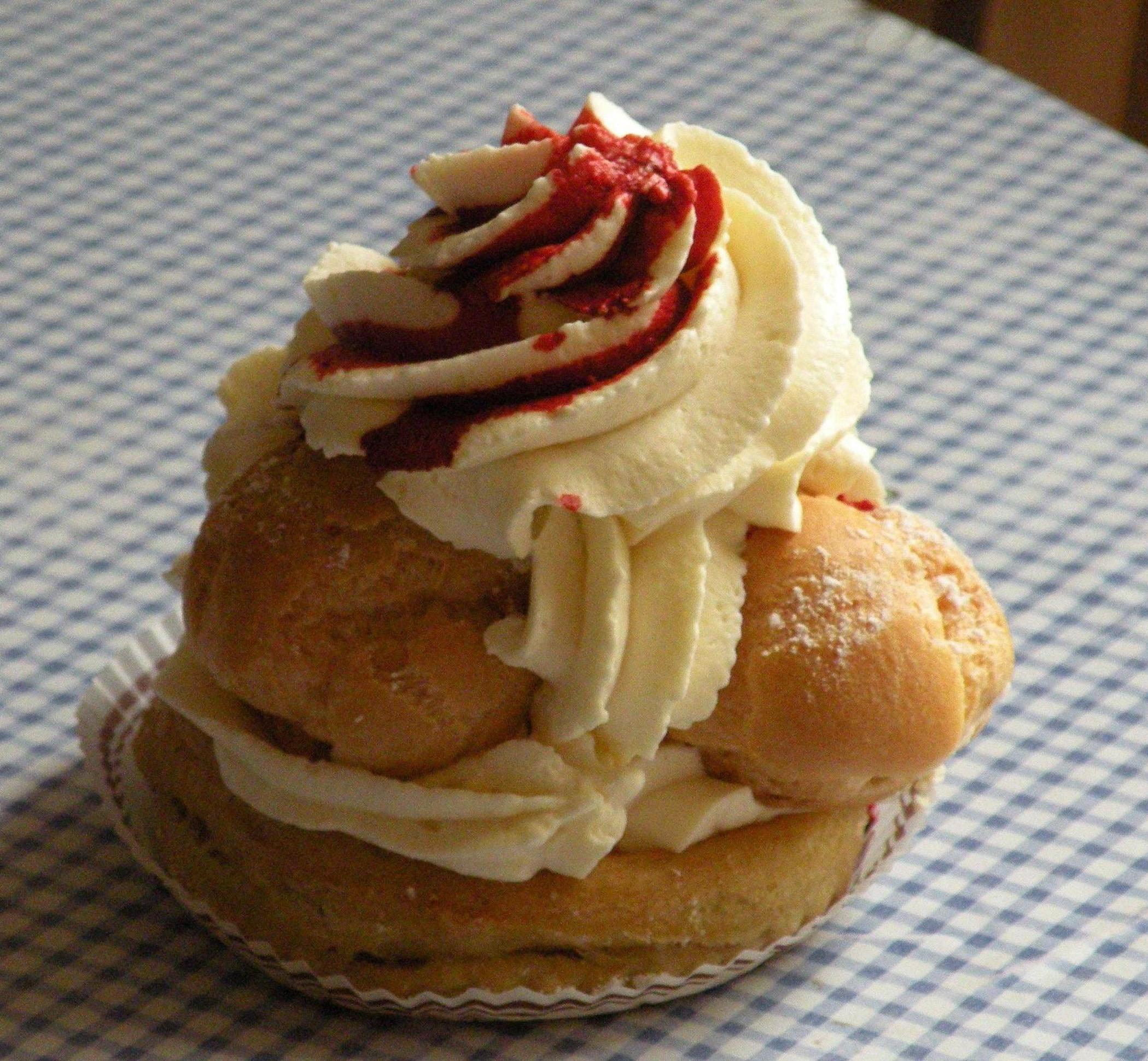
Die kleine Version der Saint-Honoré-Torte

Als Saint-Honoré-Torte (französisch Saint-Honoré) bezeichnet man eine Torte der französischen Küche. Grundlage ist ein Boden aus Mürbeteig (als Variante auch Blätterteig) mit einem aufgebrachten Rand aus Brandmasse. Der Rand wird mit gefüllten oder ungefüllten karamellisierten Profiteroles besetzt, und in der Mitte wird die Torte mit einer leichten Vanillecreme gefüllt, die auch Saint-Honoré-Creme genannt wird.
Die Torte wurde nach dem Heiligen Honorius von Amiens (Bischof von Amiens) benannt, dem Schutzpatron der Bäcker.